# Kristall Tower

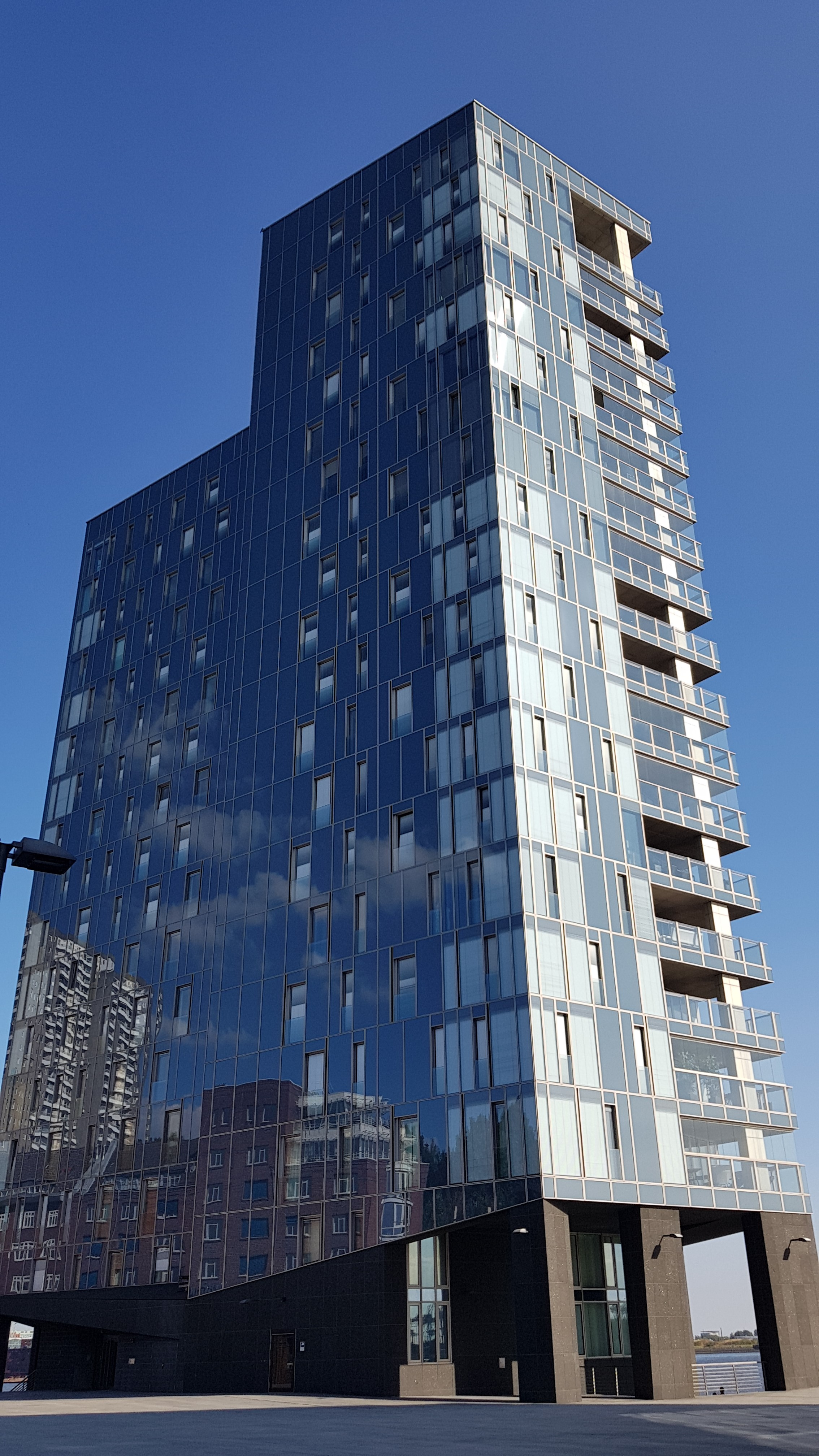
Kristall Tower

Der Kristall Tower ist ein 2011 errichtetes Hochhaus in der Freien und Hansestadt Hamburg. Entworfen wurde der Twintower in der Großen Elbstraße von Kees Christiaanse. Das Gebäude gehört der Hamburger B und L Real Estate (Thorsten Testorp, Bernhard Visker, Timo Haenelt).
Das 72 Meter hohe Gebäude mit 17 beziehungsweise 20 Etagen umfasst 37 Wohnungen.
Sein Name nimmt Bezug auf das äußere Erscheinungsbild des Gebäudes. Die Glasfassade mit Kastenfenstern verleiht ihm ein kristallines Aussehen.
Der Kristall Tower verfügt über Deutschlands höchste gläserne Außenaufzüge. Ihre Höhe beläuft sich auf 66 Meter.